# Call It a Balance in the Unbalance
Call It a Balance in the Unbalance (dt.: Nenn es ein Gleichgewicht im Ungleichgewicht) ist ein Dokumentarfilm von Regine Lettner. In ihm wird der spanische Modedesigner Miguel Adrover porträtiert.

## Handlung
Call it a balance in the unbalance begleitet den Modeschöpfer Miguel Adrover von seiner Heimat in Mallorca, zu seiner alten Heimat New York, wie auch nach Butzbach, wo er vorübergehend Station macht, um für die deutsche Ökomarke ,Hess Natur‘ zu arbeiten.
Miguel erzählt von seinen Anfängen in New York, der Zeit seines Ruhmes, ebenso wie von seinem plötzlichen Fall aus dem Modeolymp und seinem Neuanfang in Europa. Dabei lässt er die Kamera sehr nahe an sich heran und gestattet intime Einblicke in sein Leben. Man begleitet ihn von mondäner Hausarbeit, zum Tanzen am Lagerfeuer bis zum Metropolitan Museum of Art in New York, wo seine berühmtesten Stücke aufbewahrt werden.
Am Ende bleibt der Eindruck eines besonderen Mannes, der trotz dem Sturz nie wirklich auf dem Boden aufgeschlagen ist. Er widmet sich nach wie vor seinen größten Leidenschaften: Stoffen, Schnitten und der Mode. 
So vielfältig wie der Charakter des Mannes, den er porträtiert, verwendet der Film verschiedenste Medien um Adrovers Aufstieg und Fall nachzuerzählen. 

## Rezeption
u. a. Aufführung bei folgenden Festivals: 
- Zürich Film Festival
- DOK Leipzig
- Filmfestival Max Ophüls Preis
- DOK.fest München
- Documentary Edge Festival
- Planet Doc Film Festival.